# Gibbosoplites spilonotus
Gibbosoplites spilonotus là một loài tò vò trong họ Ichneumonidae.